# Wude Ayalew
Wude Ayalew (Etiopía, 4 de julio de 1987) es una atleta etíope, especialista en la prueba de 10000 m, con la que ha llegado a ser medallista de bronce mundial en 2009.

## Carrera deportiva
En el Mundial de Berlín 2009 gana la medalla de bronce en los 10000 metros, con un tiempo de 30:51:95, tras la keniana Linet Chepkwemoi Masai y su compatriota la también etíope Meselech Melkamu (plata).